# Леджуно
Леджуно (итал. Leggiuno) — коммуна в Италии. Расположена в области Ломбардия, подчиняется административному центру Варезе.
Население составляет 3 651 человек (2014 г), плотность населения составляет 277 чел./км². Коммуна занимает площадь 13,19 км². 
Почтовый индекс — 21038. Телефонный код — 0332.
Покровителем коммуны почитается святой первомученик Стефан, день его памяти ежегодно отмечается 26 декабря.

## Известные уроженцы
- Луиджи Рива (1944─2024) — итальянский футболист. Лучший бомбардир в истории футбольного клуба «Кальяри» и сборной Италии по футболу.